# Mladenovac
Mladenovac (serbisch-kyrillisch Младеновац) ist eine serbische Stadt in der Region Šumadija im Bezirk Belgrad. Die Gemeinde Mladenovac erstreckt sich auf einer Fläche von 33.900 ha und zählt 52.490 Einwohner.

## Geschichte
Der Legende nach wird die Entstehung des Namens mit einem Mann namens Mladen in Verbindung gebracht, der sich nach der Schlacht auf dem Amselfeld im 14. Jahrhundert mit seinen zwei Brüdern in dieser Gegend niederließ. Die Brüder trennten sich und der Ort, wo sich Mladen niedergelassen hatte, wurde Mladenovac genannt. Die ersten offiziellen Daten über eine Siedlung auf diesem Gebiet werden in der osmanischen Volkszählung von 1528 erwähnt. Zur Gemeinschaft der Belgrader Stadtbezirke gehört Mladenovac seit 1971.
Der Tag des Stadtbezirks ist der 2. August, als Mladenovac im Jahr 1893 zur Stadt erhoben wurde.